# Шелтон, Артур Эдвин
Артур Эдвин Шелтон (англ. Arthur Edwin Shelton, 15 августа 1853 — 1 февраля 1937) — 3-й мэр канадского города Калгари.

## Биография
Шелтон прибыл в Калгари в 1884 году с целью открытия мебельного магазина на центральной алее Калгари Стивен-авеню.
В 1886—1888 годах Шелтон входил в городской совет Калгари при мэре Джордже Кинге.
16 января 1888 года Шелтон был избран мэром Калгари. За однолетний срок Шелтон успел начать организацию системы водоснабжения города и закончить строительство моста Примирения
После отставки с поста мэра в январе 1889 года Шелтон вернулся к управлению мебельным бизнесом, и через год окончательно перестал участвовать в работе городского совета.
Имя Артура Эдвина Шелтона ещё несколько раз упоминается в документах городского совета и газетах до 1936 года. 1 февраля 1937 года Артур умер на 84 году жизни.